# 圣迈
圣迈（法語：Saint-May，法語發音：[sɛ̃ mɛ]）是法国德龙省的一个市镇，位于该省东南部，属于尼永斯区。

## 地理
圣迈（44°25'36"N, 5°19'6"E）面积10.23 平方千米，位于法国奥弗涅-罗讷-阿尔卑斯大区德龙省，该省份为法国东南部内陆省份，北起顺时针与伊泽尔省、上阿尔卑斯省、上普罗旺斯阿尔卑斯省、沃克吕兹省和阿尔代什省接壤。
与圣迈接壤的市镇（或旧市镇、城区）包括：乌勒河畔科尔尼永、蒙雷阿勒莱苏尔斯、勒波厄西吉拉、雷米扎、萨于讷、维勒佩尔德里。

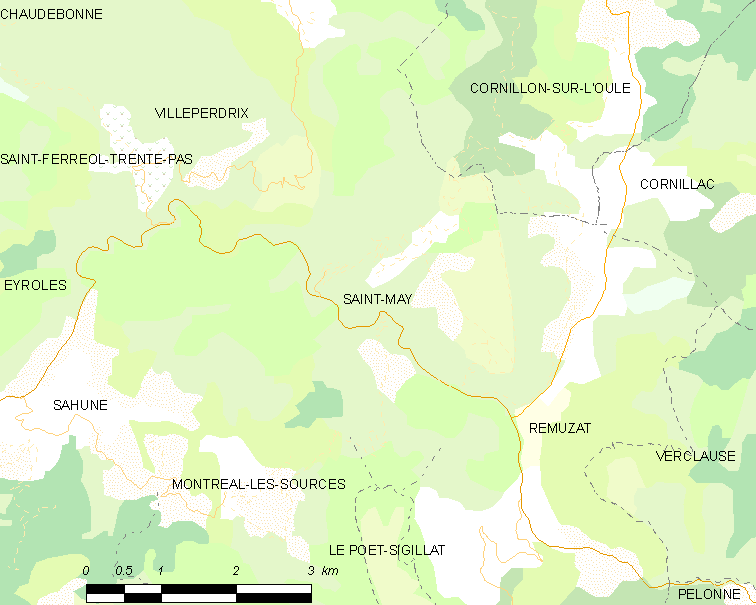
圣迈的OSM定位图

圣迈的时区为UTC+01:00、UTC+02:00（夏令时）。

## 行政
圣迈的邮政编码为26510，INSEE市镇编码为26318。

## 政治
圣迈所属的省级选区为尼永斯-巴罗尼县。

## 人口

1962-2008年间圣迈人口变化图示

圣迈于2022年1月1日时的人口数量为31人。